# فرودگاه ریو آمازونا
 فرودگاه ریو آمازونا (به انگلیسی: Rio Amazonas Airport) (به زبان بومی: Areopuerto Rio Amazonas) یک فرودگاه همگانی با کد یاتا PTZ است که یک باند فرود آسفالت دارد و طول باند آن ۱۵۴۰ متر است. این فرودگاه در کشور برزیل قرار دارد و در ارتفاع ۱۰۵۶ متری از سطح دریا واقع شده است.